# Hemiscyllium galei
Hemiscyllium galei är en hajart som beskrevs av Allen och Erdmann 2008. Hemiscyllium galei ingår i släktet Hemiscyllium och familjen Hemiscylliidae. IUCN kategoriserar arten globalt som otillräckligt studerad. Inga underarter finns listade i Catalogue of Life.